# リムリック
リムリック（愛: Luimneach、英: Limerick）は、アイルランドのマンスター地方リムリック県のシャノン川のほとりにあるシティであり県都である。2016年の人口は94,192人。

## 歴史
ヴァイキングが腰を下ろした812年ごろだが、街の歴史はそれよりも古いと思われる。
詩形の一つリメリックの語源になったとされる。リメリックを多く使うアイザック・アシモフ自身は「詳しい経緯はわからないが、リメリックはこの町で盛んに流行して、それで町の名がそのまま詩形を意味するようになったのだよ」という。

## 建築
- リムリック城（英語: King John's Castle (Limerick)） - ジョン王の城ともいう[2][3]。
- 聖メアリー大聖堂（英語: St Mary's Cathedral, Limerick） - リムリック最古の建造物の1つ[2][4]。

## 経済
ADC、DACなどの設計、製造を手がける大手半導体メーカー アナログデバイセズ社の工場が存在する。

## 教育
- リムリック大学

## 出身人物
- エイフェックス・ツイン - ミュージシャン
- クランベリーズ - ロックバンド
- スティーヴ・フィナン - サッカー選手
- フランク・マコート - 作家
- マイケル・D・ヒギンズ - 大統領
- リチャード・ハリス - 俳優
- ローラ・モンテス - ダンサー、公妾・ソーシャライト

## 姉妹都市
- カンペール（フランス共和国 ブルターニュ地域圏）
- スポケーン（アメリカ合衆国 ワシントン州）
- リムリック（アメリカ合衆国 ペンシルベニア州）
- ニューブランズウィック（アメリカ合衆国 ニュージャージー州）
- スタロガルド・グダニスキ（ポーランド共和国 ポモージェ県）